# Hammarö Arena
Hammarö Arena är en arena i Hammarö kommun som omfattar två hallar/planer för inomhusidrott samt skolidrott. De två hallarna namngavs av invånarna i kommunen till "Skoghallen" samt "Tassehallen". Arenan är belägen i anslutning till Karlstadsvägen vid Djupsundet, den ska dock inte förväxlas med Djupsundshallen som är belägen drygt 300 meter norrut. Hammarö Arena började användas under sommaren 2012 och invigningen skedde den 15 september 2012. Arenan används under dagtid på vardagar av Mörmoskolan för idrottsundervisning. På kvällstid samt helger används arenan främst av den lokala innebandyföreningen Skoghalls IBK.

## Skoghallen
Detta är huvudhallen med en kapacitet för 600 sittplatser samt 200 ståplatser runtomkring hallen. Sittplatserna är koncentrerade längs ena långsidan. Under sittplatslektaren finns omklädningsrum samt mindre förråd. Längs kortsidorna finns större förråd med ståplats läktare ovanpå. Planen är belagd med en blå plastmatta som har linjer för innebandy samt handboll. Planens mått är 40 x 20 meter. Hallen har utrustas med en stor LED-skärm på långsidan motsatt sittplats läktaren samt en mindre LED-skärm på den andra långsidan som kan användas till filmuppvisning, reklam samt som resultattavla. Hallen kan dessutom delas i två delar av en skiljevägg.

## Tassehallen
Den mindre av hallarna har kapacitet för 100 ståplatser samt läktare som har kapacitet för 100 personer. Planen mäter 40 x 20 meter och består den likt Skoghallen av en blå plastmatta. Linjer finns för innebandy, handboll, volleyboll och badminton

## Övriga utrymmen
Hammarö Arenas entréutrymme består av en cafeteria med sittplatser. Cafeterian bedrivs av Skoghalls IBK och är öppen på vardagar samt helger när det är föreningsaktiviteter i arenan. Det finns även en teorilokal med 24 platser.
STC har en av sina lokaler belägen i Hammarö Arena